# شهرستان رانیه
شهرستان رانیه (به عربی: قضاء رانیة) یک شهرستان و منطقهٔ مسکونی در عراق است که در استان سلیمانیه واقع شده‌است. شهرستان رانیه ۲۰۰٬۸۲۶ نفر جمعیت دارد و ۸۸۲٫۴۱ متر بالاتر از سطح دریا واقع شده‌است. مرکز آن شهر رانیه است.